# Skillet
Gli Skillet sono un gruppo christian rock di Memphis (Tennessee) formatosi nel 1996. Nel corso degli anni, si sono distinti per la varietà di generi passati di album in album. Sono uno dei gruppi christian rock più noti e apprezzati nel loro panorama.
Attualmente la band è composta da: John Cooper (voce solista e basso), Korey Cooper (chitarra e tastiera), Seth Morrison (chitarra), e Jen Ledger (batteria e seconda voce).
Gli Skillet hanno registrato undici album in studio e per due di questi, Collide (2003) e Comatose (2006), hanno ricevuto le nomination ai Grammy. Nei venti anni di attività, la band ha sperimentato altri generi come post-grunge, industrial metal, e symphonic metal.

## Storia

### Gli inizi (1996-1999)

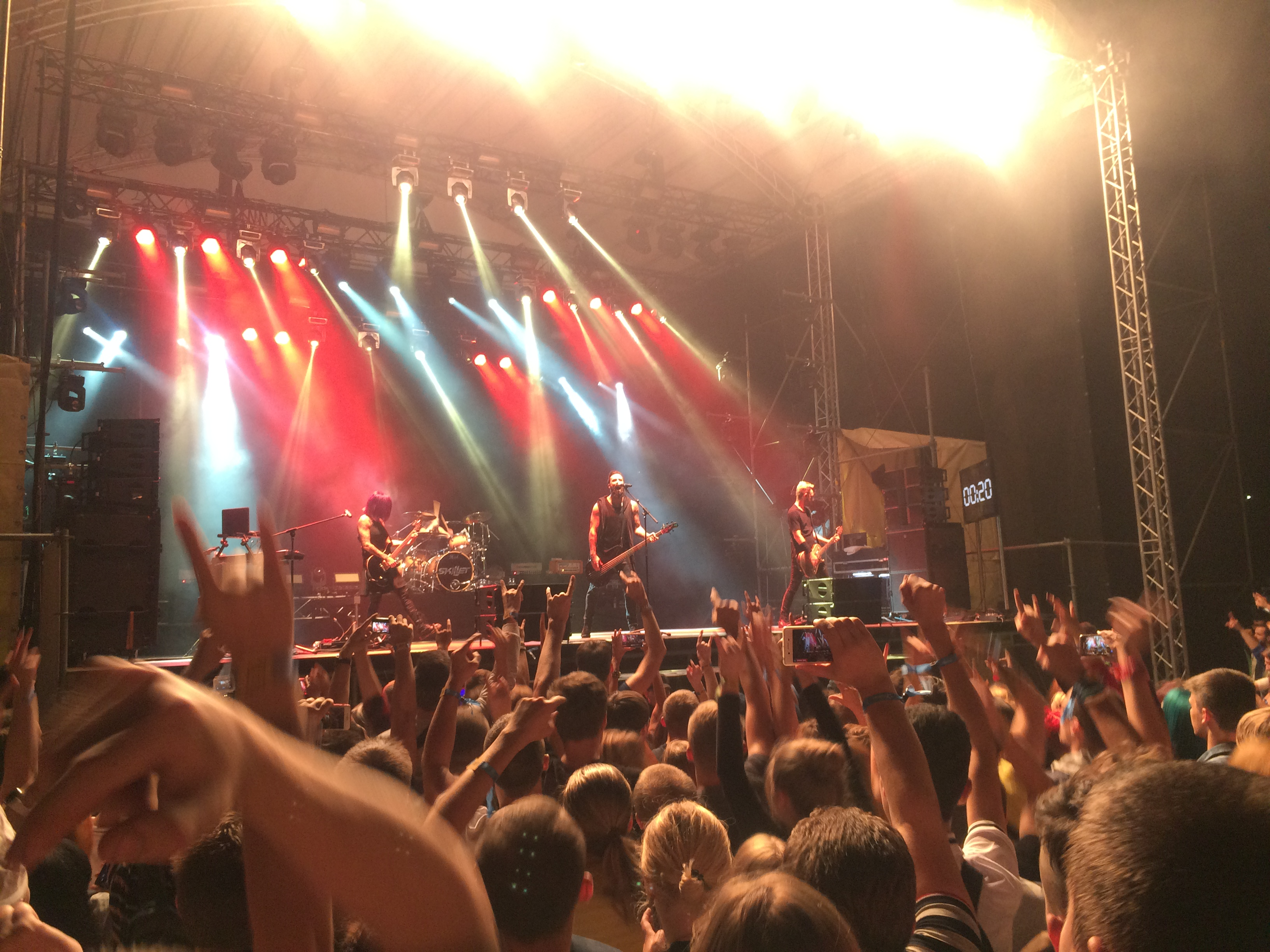
Gli Skillet in concerto nel 2018

La band era inizialmente composta da due membri: John Cooper, ex-cantante di una band del Tennessee che suonava rock progressivo (Seraph), e Ken Steorts, ex-chitarrista degli Urgent Cry. I due si conobbero durante un tour in cui le due band erano impegnate. Queste ultime si sciolsero poco dopo, quindi gli agenti di John e Ken li incoraggiarono a formare una band come progetto parallelo. Suonando due tipi diversi di rock, decisero di nominare l'esperimento Skillet (perché mischiavano tutto - inteso come generi musicali - in padella, che in inglese è appunto detta Skillet). In seguito, Trey McClurkin entrò nella band come batterista. Gli Skillet rimasero senza contratto solo per un mese quando attirarono l'interesse dalla major ForeFront Records. Nel 1996, pubblicarono l'album di esordio dal titolo Skillet. Quest'ultimo fu ben accolto, e il trio continuò a scrivere nuovo materiale nel loro tour negli Stati Uniti. John Cooper, il cantante, spiegò che il progetto nacque come un gioco. Infatti, ogni membro della band faceva già parte di un'altra band (ognuna delle quali, aveva uno stile e una musica propria). La nuova band sfruttò questa caratteristica, in modo da creare uno stile unico. Il nome scelto per la band fu Skillet, anch'esso nato come scherzo tra i membri, specialmente per Cooper, che afferma che non gli piace il nome scelto.
Gli Skillet registrarono il secondo album nel 1997, dal titolo Hey You, I Love Your Soul, che fu presentato nell'aprile del 1998. Il secondo album ebbe un cambiamento di stile in confronto al primo. Con questa pubblicazione, gli Skillet abbandonarono il post-grunge per un leggero rock alternativo. La moglie di Cooper, Korey, fu inserita nella band poco dopo per suonare la tastiera dal vivo, per alleviare le performance di John.

### Invincible,Ardent Worship, eAlien Youth(2000-2002)
Poco prima che la band cominciasse a incidere l'album Invincible, Steorts lasciò la band per motivi familiari, e Kevin Haaland entrò nella band come nuovo chitarrista. Korey Cooper entrò nella band permanentemente e suonò la tastiera per l'incisione di Invincible. A causa di tale cambiamento, lo stile musicale di Invincible cambiò in uno stile più "elettronico". Poco dopo la pubblicazione di Invincible nel 2000, Trey McClurkin si separò dagli Skillet, e Lori Peters prese il suo posto come batterista. Invincible è l'album più venduto fino a oggi.
La band, con la nuova formazione, pubblicò il primo album dal vivo nell'autunno del 2000, dal titolo Ardent Worship. La registrazione del nuovo album, Alien Youth, ebbe notevoli influenze dal precedente lavoro Invincible. Con il poco tempo tra il tour e le registrazioni, gli Skillet pubblicarono il suddetto album Alien Youth il 28 agosto 2001, il primo album in cui John Cooper assunse funzioni di produzione. Prima della pubblicazione di Alien Youth, Haaland lasciò la band, e Ben Kasica prese il suo posto suonando la chitarra. Il primo singolo, lo stesso del titolo dell'album, è stata la migliore hit nel mercato del christian rock, con i primi eventi live della band.

### Collide(2003-2005)

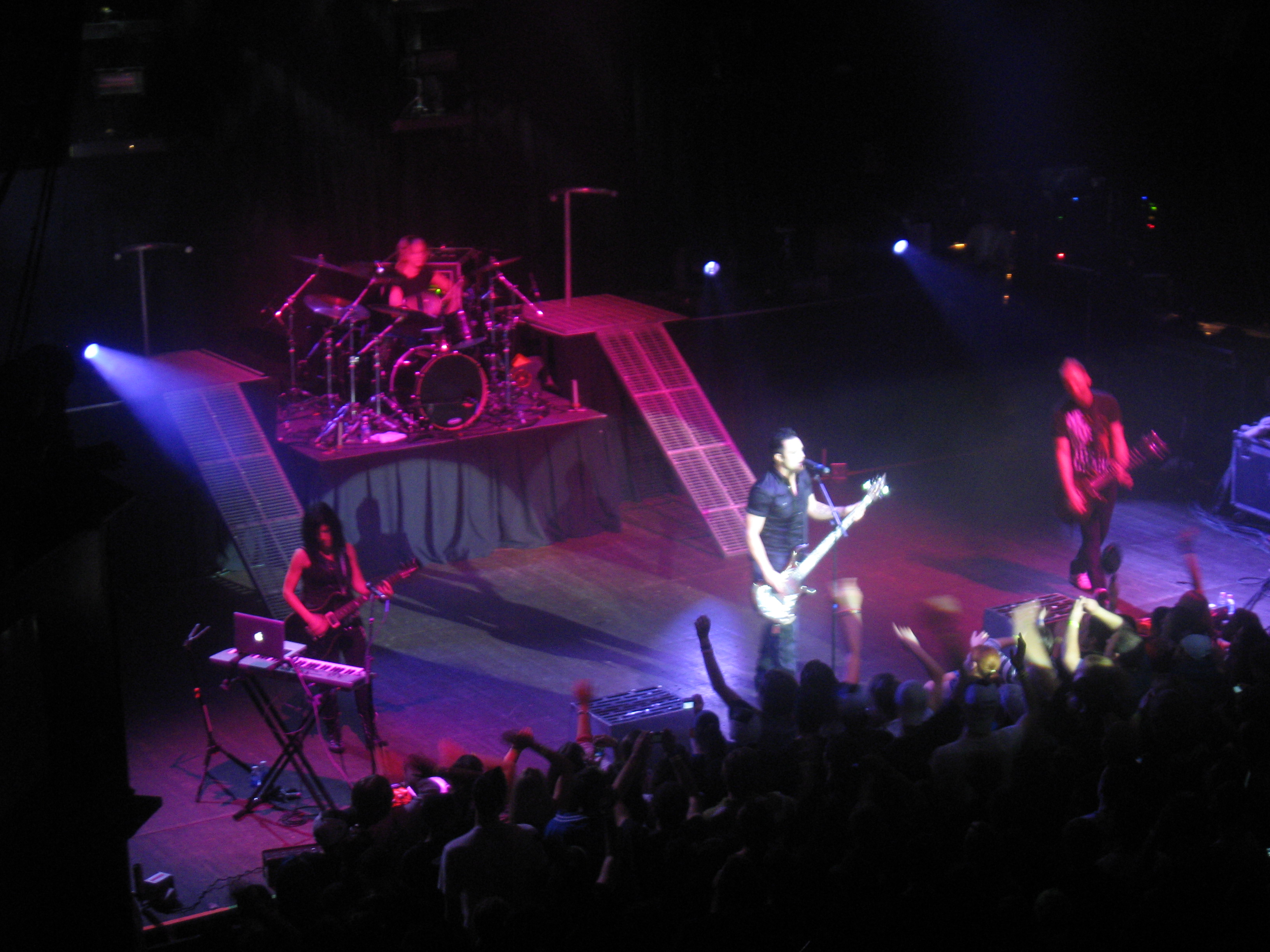
Gli Skillet in concerto nel 2009

Nel 2003, Collide venne presentato da Ardent Records. Il lavoro attirò l'attenzione di Andy Karp, il capo della "A&R di Lava Records", e nel 2004 i diritti di Collide vennero comprati dalla Lava Records, una divisione della Atlantic Records. Il 25 maggio 2004, Collide fu presentato dalla Lava Records, con la canzone inedita, Open Wounds. Collide sancì un altro cambiamento nello stile musicale per la band. I Linkin Park e i P.O.D. diedero ispirazione al cambiamento musicale di Collide, Cooper dichiarò: Io sono uno di quei compositori che ascoltano quello che passa per la loro testa e distinguono quello che gli piace e che non gli piace. Tutto questo influenza me.

### Comatose(2006-2008)

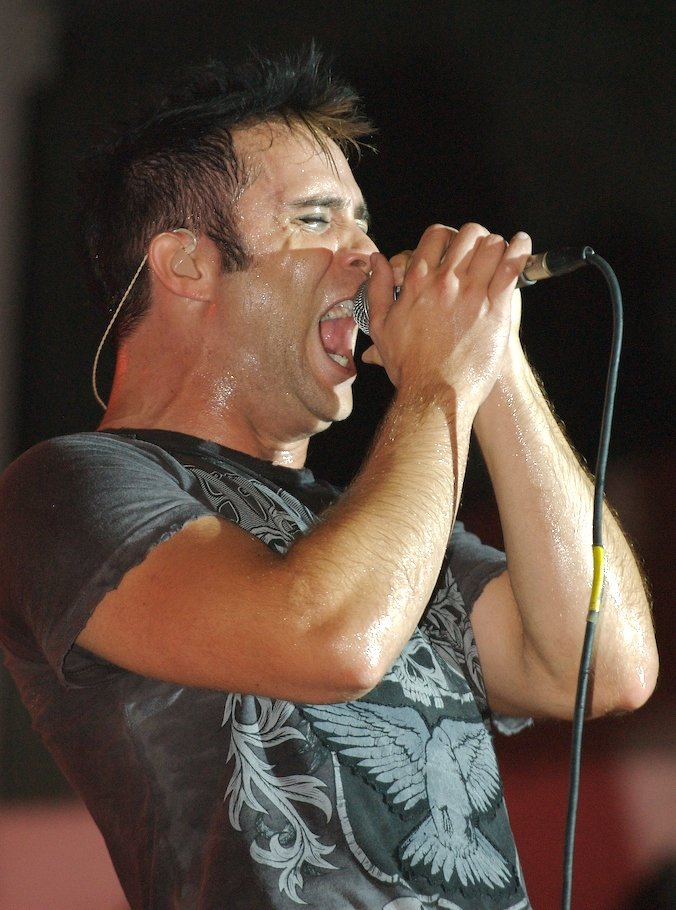
John Cooper in concerto con gli Skillet nel 2006

L'album Comatose degli Skillet fu presentato il 3 ottobre 2006. Esso contiene i singoli Rebirthing, Whispers in the Dark, Comatose, The Older I Get, Those Nights, e The Last Night. L'album si classificò al 55º posto sulla Billboard 200 e al 4° negli USA Top Christian Albums hit-parade.
Nel gennaio 2008, gli Skillet annunciarono che la loro batterista, Lori Peters, si sarebbe ritirata dalla band, poiché sentiva che "era tempo per lei di cambiare strada e cominciare un nuovo capitolo della sua vita". L'ultima data della Peters con gli Skillet, si tenne il 31 dicembre 2007. Comunque, durante la pausa natalizia del 2007, la Peters si prese del tempo per istruire la successiva batterista della band, Jen Ledger.
Il 21 ottobre 2008, fu pubblicato il secondo album live della band, Comatose Comes Alive; un CD/DVD combinato con le registrazioni dei live della band nel 9 maggio 2008 in un concerto a Chattanooga, Tennessee. Apparve sul Gospel Music Channel, il 5 dicembre 2008. Comatose Comes Alive aveva anche un lato B con Live Free or Let Me Die come singolo, e con cinque tracce acustiche che gli acquirenti potevano liberamente scaricare, inserendo nel loro Computer il CD stesso. Il link per scaricare questi brani fu rimosso nel 2009.
L'album Comatose fu certificato dalla RIAA, il 3 novembre 2009.

### Awake(2009-2011)
Gli Skillet annunciarono che sarebbero entrati in studio il 12 gennaio, per terminare la nuova registrazione con il produttore nominato al "Grammy", Howard Benson. Inserirono così due canzoni (Hero e Monster) delle nuove registrazioni, nella scaletta del 2 aprile 2009 a Evansville, in Indiana, come parte del Comatose Tour. L'album fu intitolato Awake. Per ammissione dello stesso Cooper, avrebbe dovuto chiamarsi come la canzone principale presente nell'album, Awake and Alive, ma poi per rendersi più notabili a livello commerciale, si è scelto un nome più corto, Awake appunto. L'album contiene dodici canzoni e venne presentato il 25 agosto 2009. Si classificò alla seconda posizione nella Billboard Top 200, vendendo circa 68 000 copie nella prima settimana. Monster venne pubblicata come singolo, il 14 luglio 2009. Contrariamente a quello che ci si aspettava, John Cooper affermò che Hero non sarebbe stato il singolo di testa. Tuttavia, venne comunque pubblicato nel marzo del 2010. In seguito fu pubblicata una versione deluxe dell'album, con le canzoni extra Dead Inside e Would It Matter. La versione "Radio Edit" di Monster differisce leggermente dal singolo e dalla versione CD (in questa versione, venne eliminata la voce "da mostro" che si sentiva all'inizio dell'ultimo concitato ritornello, e venne sostituita con la normale voce di Cooper).
La canzone Hero venne utilizzata per pubblicizzare il gioco di football del 2009 NFL season between the Pittsburgh Steelers and Tennessee Titans, mentre la canzone Monster venne usata nell'episodio Jason: The Pretty-Boy Bully sul Bully Beatdown di MTV. Monster fu inoltre il tema musicale per l'evento WWE Hell in a Cell, mentre la canzone Hero fu il tema del WWE Tribute to the Troops e del Royal Rumble 2010. Tutte e due le canzoni, vennero poi incluse nella colonna sonora ufficiale del videogioco WWE SmackDown vs. Raw 2010. Fu anche il tema di apertura del AHL team Lake Erie Monsters di Cleveland, nell'Ohio, e anche il tema di apertura del Fresno Monsters di Fresno, in California. Monster andò in onda agli inizi di alcune partite di football ACC Raycom Sportsdurante, durante la stagione 2009. Nella prima settimana di aprile 2010, venne pubblicata per la Rock Band Music Store in Rock Band 2. Fu anche accreditata del record più alto, nel Christian Rock, per la Billboard 200. Con la pubblicazione da parte degli Underoath, nel 2006, dell'album Define the Great Line e da parte dei Casting Crowns, che nel 2007 pubblicarono The Altar and the Door, tutti e tre gli album esordirono al secondo posto. 
Il 18 febbraio, gli Skillet vennero nominati per 6 Dove Awards per il 41° e annuale GMA Dove Awards. Awake and Alive venne premiato con il disco d'oro il 2 luglio 2010. Un remix di Monster, venne inserito nella loro podcast. Inoltre nel 2010, Ardent pubblicò The Early Years, una collezione delle loro canzoni dal 1996 al 2001. Il 12 novembre, gli Skillet pubblicarono una sessione "iTunes EP" costituita da alcune loro canzoni, da Comatose ad Awake and Alive. Monster venne certificato con il disco d'oro, il giorno dopo. Il 14 febbraio 2011, gli Skillet annunciarono ufficialmente che il loro chitarrista Ben Kasica sarebbe andato via dalla band. Kasica era rimasto con la band per dieci anni, contribuendo agli album Alien Youth, Collide, Comatose e Awake, anche all'album-live Comatose Comes Alive. 
Il 16 aprile Seth Morrison rimpiazzò Kasica come chitarrista principale. Gli Skillet annunciarono la pubblicazione di Awake and Remixed EP agli inizi di marzo del 2011. I remix vennero realizzati soltanto da Korey Cooper e da Ben Kasica. Il 2 marzo 2011, gli Skillet svelarono l'artwork per l'album, e John Cooper disse che l'idea venne concepita quando Korey e Ben remixarono la canzone Monster per il loro album. La 4° canzone dall'EP, venne pubblicata il 22 marzo. Awake venne nominato e vinse ai Top Christian Album Awards al Billboard Music Awards 2011 e la canzone Awake and Alive venne inserita come parte della colonna sonora di Transformers 3, nel maggio del 2011.

### Rise(2013-2014)
Nel giugno del 2011, John Cooper annunciò di avere già pronto il materiale per un nuovo album, ma per l'impegno del tour invernale non fu possibile registrare nulla, fino ai primi mesi del 2012. Nel luglio del 2012, le canzoni scritte arrivarono a sessantuno. E a ottobre la band registrò l'album con Howard Benson.
John Cooper descrisse il nuovo lavoro come un giro sulle montagne russe, con brani aggressivi, inni patriottici, pezzi sinfonici e testi di ispirazione cristiana. L'uscita del nuovo album, Rise, venne inizialmente programmata per maggio 2013, ma nonostante la diffusione del primo singolo, Sick of It l'aprile 2013, la pubblicazione venne procrastinata al 25 giugno. Il lato B di Sick of It, ovvero American Noise, finì in rotazione anche sulle frequenze di Virgin Radio Italia.
Il terzo singolo, Rise, venne pubblicato il 14 maggio 2013. L'album esordì al quarto posto della Billboard 200 statunitense. Nel novembre 2014, fece il suo esordio come raccolta delle hit della band tra il 1996 e il 2001 Vital Signs. Nel primo semestre 2016, era invece prevista l'uscita del nuovo album. Lo stesso John Cooper, disse Speriamo di poterlo pubblicare entro marzo.

### Unleashed (2016-2018)

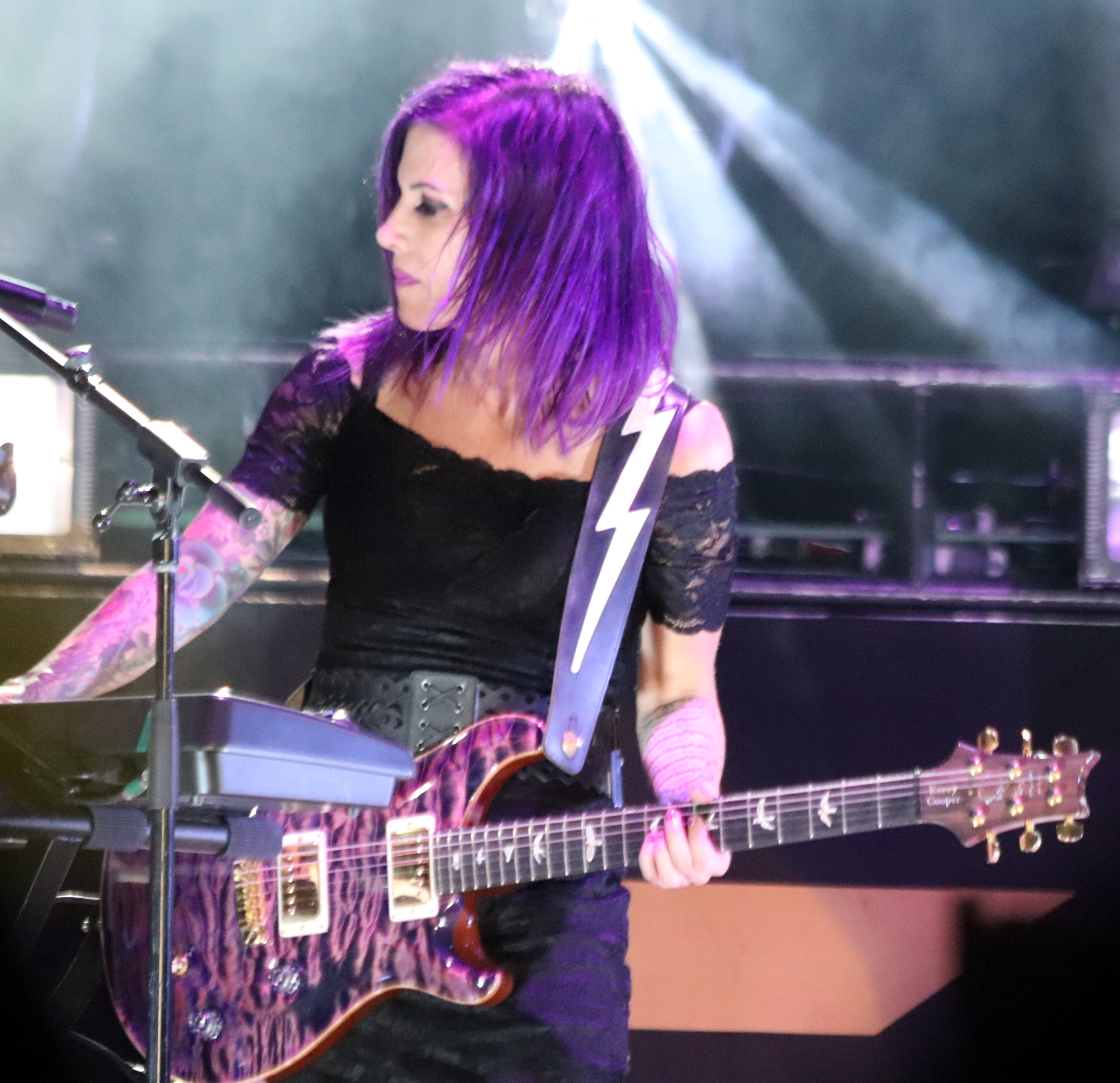
Korey Cooper in concerto con gli Skillet nel 2019

Il 18 maggio, gli Skillet pubblicarono un primo teaser del loro primo singolo, Feel Invincible estratto dal nono album in studio, Unleashed, e svelarono un inedito artwork, per il nuovo album. Feel Invincible (di cui viene girato quasi in contemporanea, il video pubblicato successivamente) venne pubblicato integralmente il 20 maggio, mentre il 26 dello stesso mese, venne pubblicato Stars. A luglio, vennero pubblicati Back from the Dead (8 luglio) e I Want to Live (29 luglio), come ultimi estratti pre-uscita dell'album. Il 5 agosto venne pubblicato l'album con il relativo apprezzamento da parte della critica. Il 17 novembre 2017, uscì la deluxe edition dell'album intitolata Unleashed Beyond, che conteneva cinque inediti, tra cui un featuring con l'ex cantante dei Flyleaf Lacey Sturm, un remix di Feel Invicibile e The Resistance, e una versione acustica di Stars, che fa parte della colonna sonora del film The Shack.

### Victorious(2019-2021)
Nel corso del 2019, la band statunitense rivelò che stava lavorando al decimo album, in uscita il 2 agosto dello stesso anno. L'album venne chiamato Victorious. Pochi giorni dopo, pubblicarono il primo estratto Legendary, utilizzato in seguito dalla WWE, come canzone d'apertura per lo show Raw. Il videoclip venne reso disponibile in rete, il 17 luglio. In seguito, nel loro canale YouTube ufficiale, pubblicarono altri tre singoli: Anchor, Save Me e You Ain't Ready. Quest'ultimo, a pochi giorni prima dell'uscita del disco. Fecero anche un lavoro discografico, accompagnato da un tour in giro per l'Europa e per gli Stati Uniti. Il brano Victorious (che dà anche il titolo all'album) è un tributo da parte degli Skillet all'ex-cantante dei Linkin Park, Chester Bennington. L'11 settembre 2020 è stata pubblicata una versione deluxe chiamata Victorious: The Aftermath, contenente 3 nuovi brani e versioni rimodificate di alcuni precedenti.

### Dominion (2022)
Nel 2021 viene lanciato il nuovo singolo della band, Surviving the Game, che annuncia il nuovo album; il brano viene pubblicato insieme ad un videoclip. Successivamente viene pubblicato il secondo singolo, Standing In The Storm, accompagnato da un Lyric Video seguito da Refuge e Dominion.

## Formazione

### Formazione attuale
- John Cooper – voce, basso, tastiera (1996–1999), chitarra acustica (1996-presente)
- Korey Cooper – tastiera, sintetizzatore, chitarra ritmica, basso, cori (1999–presente)
- Jen Ledger – batteria, percussioni, cori, voce secondaria (2008–presente)
- Seth Morrison – chitarra solista (2011–presente)

### Ex componenti
- Ken Steorts – chitarra solista e ritmica (1996–1999)
- Trey McClurkin – batteria (1996–2000)
- Kevin Haaland – chitarra solista (1999–2001)
- Lori Peters – batteria (2000–2007)
- Ben Kasica – chitarra solista (2001–2011)

### Turnisti
- Billy Dawson – chitarra ritmica e solista (2000)
- Faith Stern – tastiere, coro (2002–2003)
- Chris Marvin – chitarra ritmica e solista, coro (2002–2003, 2005–2006)
- Andrea Winchell – tastiere (2005–2006)
- Tate Olsen – violoncello (2008–presente)
- Jonathan Chu – violino (2008–2015)
- Scotty Rock – basso (2009–2011)
- Drew Griffin – violino (2017)

## Discografia

### Album in studio
- 1996 – Skillet
- 1998 – Hey You, I Love Your Soul
- 2000 – Invincible
- 2001 – Alien Youth
- 2003 – Collide
- 2006 – Comatose
- 2009 – Awake
- 2013 – Rise
- 2016 – Unleashed
- 2019 – Victorious
- 2022 – Dominion
- 2024 – Revolution

### Album dal vivo
- 2000 – Ardent Worship
- 2008 – Comatose Comes Alive

### Raccolte
- 2010 – The Early Years (1996-2001)
- 2012 – The Platinum Collection
- 2014 – Vital Signs